# Die Straße des Friedens
Die Straße des Friedens (Originaltitel Rahu tänav) ist ein estnischer Spielfilm aus dem Jahr 1991 von Regisseur Roman Baskin. Es ist Baskins Regiedebüt und der erste Spielfilm Estlands seit der staatlichen Unabhängigkeit von der Sowjetunion. 1992 wurde Die Straße des Friedens außerdem für den Europäischen Filmpreis in der Kategorie Bester Nebendarsteller nominiert. Die deutsche Erstaufführung des Spielfilms war am 17. November 1995 bei 3sat.

## Inhalt
Irgendwo in einem europäischen Land, in den 1930er oder 1940er Jahren. Man befindet sich in Der Straße des Friedens einer Kleinstadt. Diese wird am Weihnachtsabend plötzlich von einer unbekannten Armee besetzt. Die Bewohner stellen fest, dass vor ihren Häusern Soldaten stehen und Wache halten. Zudem zieht ein Beamter als Mieter in eines der Häuser ein. Zunächst geschieht nichts, doch nach einer Weile müssen die Bewohner der Straße ihre Ausweise vorzeigen, wenn sie ihre Häuser betreten möchten. Sie werden von den Behörden darauf hingewiesen, dass sie zur Wahrung des Friedens bereit sein müssen zu kooperieren. Während einige dagegen aufbegehren wollen, hält sich die Mehrheit der Bewohner an die Anweisungen. Es spricht sich unter den Bewohnern der Straße herum, dass die Soldaten abziehen werden, wenn der Schnee geschmolzen ist. Es wird nicht mehr lange dauern bis wieder Normalität in der Straße einkehrt. Doch als der Frühling kommt, verschwinden nicht nur der Schnee, sondern auch viele der Einwohner.

## Produktion und Hintergrund
Der Film wurde von der estnischen Filmgesellschaft Tallinnfilm produziert und in Schwarzweiß gefilmt. Die Dreharbeiten dazu fanden vom 21. Januar 1991 bis zum 21. Mai 1991 in der damals noch Estnischen Sozialistischen Sowjetrepublik statt. Am 12. Dezember 1991 feierte Die Straße des Friedens dann im nun eigenständigen und unabhängigen Staat Estland seine Premiere.

## Rezeption
Der Filmdienst.de sieht in dem Film eine „kafkaeske, zuweilen groteske Parabel über Macht und Unterwerfung, Bürgerlichkeit und Anpassung.“ Das estnische Nationalarchiv fügt in seiner Deutung noch den Aspekt des Widerstandes und des Bösen hinzu und schreibt, dass der Film „eine Meditation über den Widerstand gegen das Böse oder die Anpassung an es“ sei.

## Auszeichnungen
- 1992: Filmfestival Cottbus – Hauptpreises für den besten Film für Roman Baskin
- 1992: Europäischer Filmpreis – Nominierung für den Preis Bester Nebendarsteller für Väino Laes